# Arie de Winter
Arie de Winter (né le 28 août 1915 à Zwolle et mort le 1er janvier 1983) était joueur de football néerlandais, qui évoluait en tant qu'attaquant.

## Biographie

### Club
Durant sa carrière de club, de Winter évolue dans le club du HFC Haarlem.

### International
Il est sélectionné en international avec l'équipe des Pays-Bas de football et participe à la coupe du monde 1938 en France.